# Suslic de Richardson
El suslic de Richardson (Urocitellus richardsonii), és un suslic de Nord-amèrica pertanyent al gènere Urocitellus. Igual que ocorre amb altres suslics, de vegades se'ls anomena talps, encara que aquest nom, en sentit estricte, només li pertany als animals de la família Geomyidae.
El seu hàbitat natural es troba en les praderies d'herba curta nord-americanes; la seva població es troba en el nord dels Estats Units, en Dakota del Nord, Minnesota o Montana i en el sud del Canadà, en les províncies d'Alberta Saskatchewan i Manitoba
La distribució geogràfica d'aquesta espècie ha augmentat a causa que s'han talat els boscos per a crear terres de cultiu. No només es troben en les praderies, sinó que també es poden adaptar amb èxit a viure en els afores de les ciutats, on resulten perjudicials per espatllar parcs i jardins en excavar els seus caus.
Els adults mesuren uns 30 cm de mitjana. El pes varia àmpliament depenent de l'època de l'any i la zona geogràfica. Quan acaben d'hibernar, els suslics pesen entre 200 i 400 g; però, just abans que comenci una nova hibernació, el seu pes s'aproxima als 750 g. La probabilitat mitjana de vida en la naturalesa se situa entorn dels tres anys en els mascles i entorn dels cinc o sis anys en el cas de les femelles. Els mascles són d'una grandària i pes alguna cosa major que el de les femelles. El seu pelatge és de color marró fosc en el llom i color canyella en els costats, arribant a ser blanc en el ventre. La cua és generalment marró, amb pèls negres fins i llargs, presentant-se més curta i menys peluda que en altres espècies de suslics; les orelles són tan diminutes que, de forma similar a les dels ocells, semblen forats. Els seus hàbits són més semblants als d'un gosset de la pradera que als propis d'altres espècies de suslics, aquests hàbits són els quals porten a molta gent a creure que són algun tipus de talp. Mai deixa de moure la cua i per aquesta característica se li crida en els Estats Units el «Flickertail» (agitacola).
Encara que mostrin un comportament agressiu i territorial en els seus madrigueres, aquestes s'agrupen en colònies en les quals els seus membres emeten audibles crits d'alarma per a advertir de la presència de possibles depredadors. Hi ha distints tipus de crits en funció de si l'amenaça prové de l'aire o de la terra. Recents investigacions han revelat que en alguns casos aquests suslics profereixen crits d'alarma ultrasons que són contestats per altres membres de la seva colònia.
En les primerenques dates de juliol pot començar la hibernació dels adults, encara que els joves en el primer any de vida no hibernaren fins a setembre. Els mascles deixen d'hibernar al març, per a establir territoris abans que un parell de setmanes després despertin les femelles. Els naixements tenen lloc entre abril i maig; i en un únic part es pot arribar a enllumenar fins a vuit cadells. Els seus madrigueres abandonades poden veure's a vegades ocupades per altres habitants de la pradera nord-americana com la mussol, també anomenada mussol lloriguera (Athene cunicularia).
Aquests animals són omnivors: mengen llavors, nous, grans, pastura i insectes. Entre els seus depredadors es troben el falcó, la mostela, el toixó i el coiot. A causa de la rapidesa amb la qual devoren les hortalisses, es considera el suslic de Richardson una plaga agrícola.
Aquest tàxon fou anomenat en honor del metge i explorador britànic John Richardson. El museu de talps (Gopher Museum) en Torrington, Alberta, Canadà, té una gran col·lecció de suslics dissecats de moltes varietats i colors.
El sobrenom de l'estat nord-americà de Dakota del Nord és el de l'Estat Flickertail ('remenacua'), a causa de la seva població de suslics de Richardson.